# Monumento Natural do Arquipélago das Ilhas Cagarras
O Monumento Natural do Arquipélago das Ilhas Cagarras é um arquipélago localizado no Oceano Atlântico, ao largo da cidade do Rio de Janeiro, Brasil.

## Geografia
Cerca de cinco quilômetros ao Sul da conhecida praia de Ipanema, o arquipélago é integrado por sete ilhas e rochedos.
Denominações oficiais:
- Cagarras
- ilhota Filhote da Cagarra
- Palmas
- Comprida
- Redonda
- ilhota Filhote da Redonda
- Rasa

## História

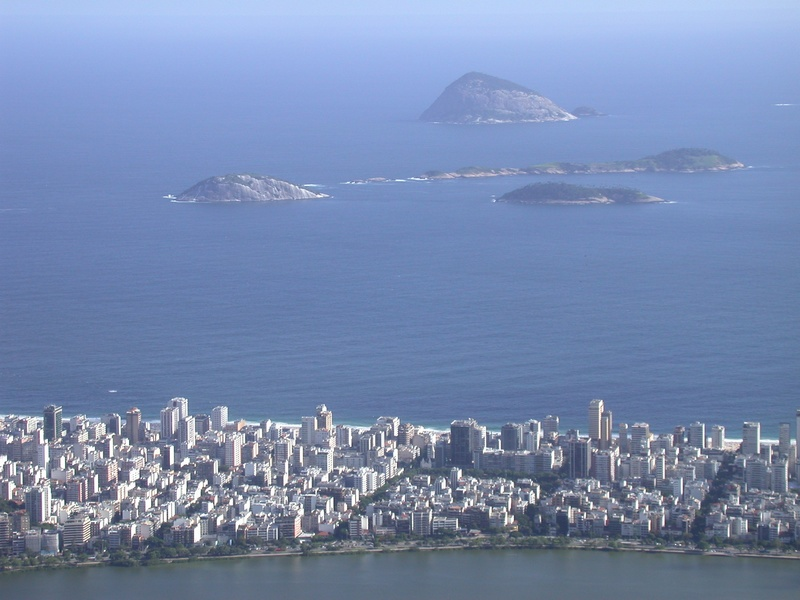
Bairros de Ipanema e Lagoa, no Rio de Janeiro, Brasil. Ao fundo, o Arquipélago das Cagarras.

Não há consenso entre os autores acerca da origem do nome do arquipélago. A versão mais comumente aceita refere que a toponímia seria devida à grande quantidade de excremento das aves marinhas que habitam, nidificam e se alimentam nas suas ilhas. Segundo Paula Rivelle, após se alimentarem, principalmente de peixes, excretam suas fezes, ricas em cálcio, nas encostas rochosas das ilhas, manchando-as de branco. Em 1730, a Cagarra, a sua ilha principal, figura numa carta náutica com o nome afrancesado de "Ilha Cagade". Em outra carta, datada de 1767, a mesma ilha figura com a sua denominação em português: "Ilha Cagado". Outra possibilidade, é que os primeiros marinheiros portugueses que aqui chegaram confundiram as fragatas (aves marinhas que nidificam nestas ilhas) com as aves marinhas que vivem nos arquipélagos da Madeira e dos Açores (territórios portugueses), cagarras ou cagarros (Calonectris diomedea), que não se encontram nas ilhas brasileiras.
Em 2010 o presidente da República em exercício José Alencar sancionou lei criando o Monumento Natural do Arquipélago das Ilhas Cagarras, proposta em 2003 por Fernando Gabeira, então deputado federal pelo PT/RJ, sendo portanto uma unidade de conservação nos termos da lei federal 9985/00 (sistema nacional de unidades de conservação da natureza). Ali próximo existe o lançamento de esgotos de praticamente toda a Zona Sul da cidade do Rio de Janeiro, através do emissário submarino de Ipanema, uma importante obra de engenharia sanitária construída na década de 1970 e de acordo com o Protocolo de Annapolis.